# Alexithymie
L'alexithymie est une difficulté à identifier, différencier et exprimer ses émotions, ou parfois celles d'autrui. Ce trait de personnalité est communément observé parmi les patients présentant des symptômes psychosomatiques, et chez la moitié, environ, des personnes autistes. Ce concept ne figure pas dans les classifications nosographiques internationales. Il ne s'agit pas d'un manque d’activité émotionnelle comme dans le cas du trouble de la personnalité antisociale, mais plutôt d'un trait de personnalité, qui varie en intensité selon les personnes et le contexte (relations interpersonnelles ou au sein d'un groupe social, avec des personnes connues ou inconnues).
Le terme (tiré du grec a- : préfixe privatif, lexis signifiant « mot » et thymos signifiant « humeur ») a été introduit en 1970 par John Nemiah et Peter Sifneos.

## Définition et tableau clinique
Selon les observations de Nemiah et Sifneos, les patients psychosomatiques ont en commun une difficulté marquée à décrire leurs sentiments, une absence ou une réduction de la vie fantasmatique, et la manifestation de la pensée opératoire.
Le psychanalyste Jean Bergeret tente de situer les caractères psychosomatiques souvent associés au comportement alexithymique : « un affaiblissement du fonctionnement de la pensée au profit d’un mode d’expression passant essentiellement par le corps. »
L’analyse des dysfonctionnements émotionnels sur le terrain clinique est relativement inexploitée. La pensée opératoire et l’alexithymie, sont une illustration exemplaire du rôle des conduites langagières et des représentations verbales dans l’élaboration d’une expérience émotionnelle. Il faut signaler l’importante différence entre un individu névrosé et un sujet alexithymique. Les premiers parviennent à refouler ou à se défendre contre des sentiments et des fantasmes associés au conflit psychologique, tandis que les seconds semblent avoir une lacune dans leurs possibilités d’avoir prise sur leurs sentiments intérieurs.[réf. souhaitée]
En bref, les critères cliniques de l’alexithymie sont ainsi présentés :
- incapacité à identifier ses sentiments et à les distinguer de ses sensations corporelles ;
- difficulté pour communiquer verbalement les émotions ;
- description inlassable des symptômes physiques ou de faits orientés vers l’extérieur ;
- production fantasmatique et onirique pauvre, ou incapacité à l'exprimer.

## Prévalence
Bien que la prévalence soit parfois difficile à évaluer, à échelle mondiale notamment, environ 15 % de la population présenterait cette pathologie.

## Études cliniques et étiologiques
L'alexithymie résulte d'une connexion déficiente entre les centres cérébraux de l'émotion, et ceux où elle est représentée de façon consciente

L’alexithymie a pu donc être mis en rapport avec la présence de certains troubles psychosomatiques. C’est en effet ce que la majorité des études ont démontré.
Noel et Rime (1998)[source insuffisante] indiquent ainsi que 80 % des études qui ont comparé un groupe de sujets psychosomatiques avec un groupe contrôle ont observé des scores d’alexithymie significativement plus élevés dans le premier groupe. Cela pourrait montrer comment des perturbations de l’expression des émotions ont un effet sur l’adaptation de l’individu à son milieu (et/ou inversement). Depuis une dizaine d’années, les études sur l’alexithymie se multiplient, et tendent à mieux circonscrire la personnalité des malades psychosomatiques en proposant un certain nombre d’explications. En voici quelques exemples permettant d’affiner la définition générale de l’alexithymie, et d’exposer les principales hypothèses étiologiques.
Montreuil et Lyon-Caen (1993)[source insuffisante] ont montré la nature alexithymique des patients atteints de sclérose en plaques. Pour eux, le concept d’alexithymie permet de comprendre l’importance des liens entre les expériences physiologiques, les sensations physiques perçues très tôt dans la vie et les représentations mentales telles que sentiments, pensées, et indique aussi la nécessité de leur expression par le biais de la verbalisation des émotions. Ils ont permis de dégager certaines données neuropsychologiques de l’alexithymie : des patients atteints d’une épilepsie rebelle ayant subi une section du corps calleux et de la commissure antérieure présentent un fonctionnement rappelant l’alexithymie. Selon Bertagne (1992)[source insuffisante], l’alexithymie correspondrait à une dysconnexion fonctionnelle ou structurelle des hémisphères cérébraux. Leur recherche a également permis l’objectivation d’une pauvreté affective, d’une inertie mentale, de manifestations mimiques, gestuelles, sensori-motrices et algiques chez les sujets alexithymiques.
Fukunishi, en 1994[source insuffisante], a établi que l’alexithymie était corrélée négativement avec les scores de désirabilité sociale et de personnalité narcissique, et corrélée positivement avec les scores de l’échelle d’hostilité du MMPI. À la suite de cette recherche, Rubino teste 181 personnes atteintes d’asthme, de psoriasis et d’eczéma, avec le Toronto Alexithymia Scale (Taylor, Ryan, et Bagby, 1985), le TAS, qui mesure l’agressivité, et le MMPI Panic-Fear Personnality scale (MMPI-PF). Les résultats indiquent que l’alexithymie est corrélée positivement (.35) avec la personnalité peur panique (avec p < .01), mais n’est pas ou peu corrélée avec l’agressivité (.11) (Rubino, 1995)[source insuffisante].
Rad et al. (1977)[source insuffisante] ont mis en évidence des différences dans le lexique employé par des alexithymiques et des névrosés pour décrire certains affects. Ces auteurs en ont conclu que le déficit porterait davantage sur la fonction de communication que sur un défaut de verbalisation. Tenhouten, en 1986[source insuffisante], a étudié des malades présentant une commissurotomie pour mettre en évidence cette incapacité de passer de la chose au mot, en proposant « un modèle de commissurotomie fonctionnelle », posant ainsi l’hypothèse d’une dissociation entre des représentations verbales et non verbales. Dans une recherche de 1989, Pedinielli[source insuffisante] a voulu mettre en évidence des différences dans les productions verbales spontanées de malades psychosomatiques présentant les mêmes troubles respiratoires, mais différent par le degré d’alexithymie (un groupe alexithymique et un groupe non alexithymique). Il a caractérisé les productions verbales des malades psychosomatiques concernant leur maladie du point de vue lexical et de l’organisation générale du récit.
Les résultats font clairement apparaître l’existence de productions verbales différentes chez les malades alexithymiques. Cependant, ces différences sont plus frappantes dans le cas d’une production langagière liée aux symptômes actuels, et moins avec le récit historique de la maladie. Ceci fait dire aux auteurs que l’alexithymie doit être interprétée en termes de style cognitif variant selon le contexte, et non pas en termes de dimension stable de la personnalité.
Une étude de Dan Bollinger et Robert S. Van Howe estime que la circoncision augmente de manière sensible la probabilité de souffrir d'alexithymie.

### Chez les personnes autistes
Une recension systématique et méta-analyse publiée en 2019 conclut à l'existence d'une co-occurrence très fréquente entre autisme et alexithymie (présente chez la moitié des individus autistes analysés, contre 4 % parmi les groupes de contrôle), posant l'hypothèse que l'association autisme-alexithymie puisse constituer un sous-groupe spécifique parmi les personnes autistes.

### En psychanalyse
La plupart des études psychanalytiques sur l’alexithymie visent à expliquer son apparition dans sa relation à l’inconscient : fixation, régression, impossibilité de constitution d’un objet transitionnel, prédominance du déni et de l’isolation, arrêt du développement affectif (Pedinielli, 1989). Ainsi, Wise, Mann, et Epstein (1991), ont développé l'idée que l’alexithymie est fortement associée à des styles défensifs immatures, comme l’inhibition ou la projection.
Selon Joyce McDougall, l’alexithymie est un mécanisme de défense du moi qui, par forclusion, rejetterait l’affect. Ce mécanisme peut parfois faciliter l’adaptation, notamment chez des gens ayant dû subir des épreuves douloureuses.
L’alexithymie reste globalement un concept permettant de décrire le malade psychosomatique, et non d’expliquer l’apparition de la maladie. L'alexithymie est une impossibilité pour le sujet atteint à souffrir ou éprouver la souffrance de l'autre. Il en résulte une absence totale à prendre en compte la réalité de la vie émotionnelle, affective, psychologique dans sa globalité si ce n'est par l'expression violente, l'addiction, le déni. C'est une défense structurelle liée à un ou des traumatismes et qui par la réalisation d'actes traumatiques s'essaie à une expression, une extériorisation de ses traumas. Le sujet n'est pas conscient des actes traumatiques qu'il réalise et de sa réalité interne. Il est totalement dénué de vie affective et ne peut en comprendre la nature. Cela vient souvent d'une enfance instable et pauvre en affection.[réf. souhaitée]

## Variables naturelles
Noel et Rime (1988) ont répertorié les travaux ayant examiné l’association éventuelle entre l’alexithymie et certaines variables naturelles :
Seulement trois études[Lesquelles ?] sur huit ont montré des différences significatives du degré d’alexithymie selon le sexe. Une allait dans le sens d’une alexithymie plus forte chez les femmes, les deux autres indiquaient une alexithymie plus élevée chez les hommes. Les cinq autres n’ont pas montré de différences. Sur sept études[Lesquelles ?] concernant les relations entre l’âge et l’alexithymie, il ressort une corrélation non négligeable de r = .40 avec p < .01 dans le sens d’un accroissement de l’alexithymie avec l’âge. Ces études suggèrent l’accentuation de l’ancrage dans la réalité immédiate et la réduction de l’expression spontanée à mesure que l’individu avance en âge. Cinq études ont voulu montrer une relation entre le niveau d’éducation et l’alexithymie, tentant ainsi d’expliquer les difficultés de verbalisation des affects par un niveau d’instruction pauvre. Aucune n’a mis en évidence une corrélation significative. Enfin, trois études sur quatre indiquent une alexithymie plus élevée dans les milieux socio-économiques faibles.
L’alexithymie pourrait aussi avoir une cause culturelle, certaines zones géographiques favorisent certains de ses critères : l'expression des sentiments parfois considérée comme une faiblesse, ou une société qui encourage au pragmatisme...
L’alexithymie semble plus fréquente chez les individus plus âgés ainsi que chez ceux issus de milieux sociaux moins favorisés. En revanche, elle semble indépendante du sexe et du niveau d’instruction. L’examen de ces divers travaux par Noel et Rime a, semble-t-il[Qui ?], été précédé d’une vérification de la rigueur méthodologique de ces études.
Au niveau biologique, il est présumé que l'alexithymie est causée par un manque d'efficacité des zones cérébrales qui traitent les émotions. On retrouve parmi ces zones l'insula ainsi que le  cortex somatosensoriel et cingulaire antérieur . En effet, ces régions seraient moins sollicitées par l'individu alexithymique ce qui enclencherait alors les symptômes caractéristiques précédemment détaillés chez l'individu.
En général, l'alexithymie accompagne un trouble psychologique. Ce trouble peut être autant individuel qu'interpersonnel. Par exemple, il a été observé maintes fois l'apparition spontanée d'alexithymie chez des gens souffrant de dépression ou de schizophrénie (cause individuelle). Un lien fort entre les troubles de l'alimentation et ce trait de personnalité a également été confirmé par plusieurs spécialistes qui se sont penchés sur sa présence chez des femmes qui consultaient pour des troubles de l'alimentation . Les chiffres parlent d'eux-mêmes dans cette étude: en général, l'alexithymie touche 5,2% des femmes, mais lorsqu'on sélectionne un échantillon de femmes souffrant de troubles alimentaires (anorexie, boulimie, hyperphagie boulimique...), ces valeurs montent considérablement, allant de 23% à 77%.
De plus, dans une étude fait auprès de 420 enseignants visant à démontrer le lien entre le bonheur et le niveau de stress, les chercheurs ont trouvé que l'alexithymie était un déterminant important du bonheur. Cependant, les résultats démontrent surtout que l'alexithymie est « un modérateur du lien unissant le stress au bonheur. ». En bref, le trouble alexithymique affecte le bonheur indirectement puisqu'il s'attaque à des facteurs qui l'affectent négativement, comme la dépression et le stress. Par conséquent, il y a corrélation entre ces facteurs indésirables et l'alexithymie.
Pour finir, une étude qui comparait différentes méthodes de régulation émotionnelle a prouvé que la suppression volontaire constante d'une émotion chez quelqu'un renforce considérablement ses symptômes d'alexithymie à long terme. Les scientifiques en déduisent donc que le trait de personnalité se développe parfois lorsque les sentiments sont refoulés .

## Traitements

### Pour les personnes autistes
Une étude publiée en 2010 conclut que les adultes avec autisme à haut niveau de fonctionnement semblent avoir une gamme de réponse à la musique similaire à celle des individus neurotypiques, ce qui inclut l'utilisation délibérée de musique pour la gestion de l'humeur. Le traitement clinique des alexithymies pourrait impliquer l'utilisation d'un simple processus d'apprentissage associatif entre les émotions musicalement induites et leurs corrélats cognitifs.
La thérapie comportementale dialectique est également utilisée pour apprendre aux personnes autistes à identifier les émotions.

## Conclusion
Au vu de la plupart des études[Lesquelles ?], le malade psychosomatique apparaît plus souvent chez des individus alexithymiques que chez l’individu sain. Loas (1995) précise que l’alexithymie a été décrite surtout dans les affections psychosomatiques, mais aussi dans les troubles addictifs (boulimie, alcoolisme, toxicomanie…), les troubles anxieux, les troubles paniques, les troubles dépressifs, l’état de stress post-traumatique, ainsi que lors des intervalles libres des troubles mentaux sévères.